# Rémi Gomis
Rémi Gomis (Versailles, 14 februari 1984) is een Sengalese voetballer (middenvelder) die sinds 2009 voor de Franse eersteklasser Valenciennes FC uitkomt. Voordien speelde hij voor Stade Lavallois en SM Caen.
Gomis maakte zijn debuut voor de Senegalese nationale ploeg op 11 oktober 2008 in de wedstrijd tegen Gambia (1-1).